# 삼귀자
삼귀자(三貴子), 음독하면 산키시(さんきし), 훈독하면 미하시라노 우즈노 미코(みはしらのうずのみこ)는 『고사기』에서 황천에 갔다가 돌아온 이자나기가 황천의 더러움을 물에 씼었을 때 마지막으로 태어난 세 신이다. 이자나기 자신이 스스로 낳은, 신들 중 가장 귀한 자들이라는 뜻으로, 일본 신화에서 가장 중요한 신들로 취급된다.
- 아마테라스 오미카미 - 이자나기의 왼쪽 눈에서 태어난 여신. 태양의 신.
- 쓰쿠요미노 미코토 - 이자나기의 오른쪽 눈에서 태어난 남신. 달의 신. 『고사기』에는 성별이 명시되어 있지 않으나 『만엽집』에서 남자("쓰쿠요미노 오토코"라고 한다.
- 다케하야 스사노오노 미코토 - 이자나기의 코에서 태어난 남신. 본래 바다를 맡도록 되어있었으나 후에 황천의 신이 된다.